# Santos 4–5 Flamengo (2011)
Santos 4–5 Flamengo foi uma partida de futebol, realizada em 27 de julho de 2011, válida pela 12ª rodada do Campeonato Brasileiro daquele ano. Considerado por muitos especialistas, comentaristas e torcedores como o maior jogo do século XXI.
A imprensa lhe deu a alcunha de "épico", "histórico", "jogo do ano", "jogo da década" e até de "jogo do século",[carece de fontes?] por conta de momentos marcantes, a saber:
- Duelo Neymar x Ronaldinho Gaúcho[5][6].
- Fora das quatros linhas, duelo de táticas entre Muricy Ramalho e Vanderlei Luxemburgo.[7]
- Hat-trick de Ronaldinho Gaúcho,[8] na sua melhor partida com o manto vermelho e preto, mostrando um futebol que lembrou seu auge no Barcelona.[9]
- Dobletes de Borges e Neymar. O primeiro contou com belos passes de Elano e do próprio Neymar.[9]
- Gols de cabeça de Thiago Neves e Deivid (cada um cada), com assistências de Léo Moura e Ronaldinho, respectivamente.
- Após o Santos abrir 3–0 no placar com apenas 25 minutos de jogo, o Flamengo conseguiu empatar ainda na primeira etapa, fazendo 3 gols em um intervalo de 16 minutos.
- O 3º gol da partida, marcado pelo Neymar, valeu-lhe o Prémio Puskás de 2011.[10][11]
- Quando a partida estava 2–0 para o Santos, Deivid, atacante do Flamengo, perdeu um gol incrível, embaixo da baliza e sem goleiro.[12]
- O pênalti batido com uma "cavadinha" e perdido por Elano. O goleiro Felipe, do Flamengo, não só defendeu a cobrança, como fez embaixadinhas na frente do atleta.[13]
- O surpreendente gol de falta (cobrada por debaixo da barreira) do aclamado veterano Ronaldinho Gaúcho.[14]

## Detalhes da partida
| “ | “O jogo de hoje vai entrar para a história. Teve tudo de um grande jogo de futebol. As mexidas, as alternativas, os erros, acertos, gols. A gente fica encantado. O futebol sai enriquecido. Parecia um jogo de pingue-pongue – bola pra um lado, bola pro outro, quase não parava no meio-campo. O time do Santos é muito bom, você nunca sabe onde essa molecada está. Vai jogar bola assim lá longe!” | ” |
|   | — Vanderlei Luxemburgo, técnico do Flamengo, em entrevista pós-jogo. |   |

Antes de o jogo começar, o técnico Vanderlei Luxemburgo foi vaiado pela torcida do Santos. Após sua última passagem pelo clube em 2009, o treinador entrou em conflito com a então atual diretoria, e declarou que não comandaria mais o time da Vila Belmiro. Por outro lado, Luxemburgo recebeu abraços e beijos de Paulo Henrique Ganso e Neymar.
O Santos havia recentemente conquistado a sua 3º Copa Libertadores da América e o Flamengo estava invicto há 7 jogos no Brasileirão.
Com a bola rolando, Borges abriu o placar para o Alvinegro Praiano logo nos minutos iniciais, tendo recebido belo passe de Elano. Após o Flamengo perder duas oportunidades, o Santos marcou o segundo gol, novamente com Borges, após Felipe dar rebote em chute de Neymar e este, deitado, de puxeta, dar o passe para sua dupla de ataque. Com 2–0 no placar com apenas 15 minutos de jogo, o Flamengo parecia que ia tomar uma goleada. Aos 20 minutos, Luiz Antônio cruzou rasteiro, e Deivid, sem goleiro, perdeu um gol incrível em baixo da trave de Rafael.
Logo depois, num lance considerado um dos mais bonitos da história do Brasileirão (que mais tarde lhe valeria o Prémio Puskás de 2011), Neymar marcou o terceiro dos santistas após deixar dois marcadores para trás, tabelar com Borges e aplicar um drible memorável no zagueiro Ronaldo Angelim.
Mesmo com 3–0 contra, o Flamengo foi para cima. Do pé direito de Ronaldinho Gaúcho (na risca da pequena área, aproveitando falha do goleiro Rafael) e da cabeça de Thiago Neves (que subiu sozinho), com assistências de Luiz Antônio e Léo Moura, respectivamente, saíram os dois gols que deixaram o Rubro-Negro no páreo novamente. Foram dois gols do time carioca em 4 minutos e a partida já tinha 5 tentos em 31 minutos.
Um minuto depois do segundo gol rubro-negro, Ganso recebeu livre dentro da área e chutou rasteiro, a bola passou muito perto da trave de Felipe. Aos 39, Deivid fez o gol de empate para o Flamengo, mas um impedimento mal marcado impediu o 3 a 3.
Aos 41 minutos, o árbitro marcou pênalti duvidoso de Willians sobre Neymar. Visando a redenção de Elano (que havia perdido um pênalti pela seleção brasileira dias antes), o técnico Muricy Ramalho não deixou Borges fazer a cobrança, e autorizou a cobrança do camisa 8 santista. Elano apostou na “cavadinha” e chutou a bola nas mãos de Felipe, que respondeu com “embaixadinhas” após a defesa. Para piorar a situação do meia, o Flamengo empatou a partida dois minutos depois, e Elano foi vaiado pela torcida santista.
No minuto 43, Deivid, de cabeça, deixou tudo igual na Vila, após cobrança de escanteio de Ronaldinho Gaúcho. Por ter sido ex-jogador da equipe praiana, preferiu não comemorar.
O primeiro tempo terminou empatado. "Para o público está muito bom", afirmou Muricy no intervalo.
O segundo tempo começou com mais um gol santista, logo aos 5 minutos. Novamente Neymar, em bonito gol.
Pouco mais de 15 minutos depois, Ronaldinho Gaúcho aplicou um lance raro no futebol. Em cobrança na entrada da grande área, à direita, todos esperavam que a bola viajasse por cima da barreira, mas, guiada pela astúcia e precisão de Ronaldinho, a redonda enganou torcedores, marcadores e goleiro, morrendo rasteira no fundo da rede. Quatro gols para cada lado.
Os dois times ainda buscavam ganhar. Faltando dez minutos para o apito final, Ronaldinho Gaúcho, recebendo de Thiago Neves, completou seu hat-trick, tendo a bola ainda desviado em jogador adversário. Em um contra-ataque mortal, iniciado com Botinelli e Deivid, o camisa 10 arrancou pela esquerda, invadiu a área e deu números finais à partida: 4 a 5. Neves quase marcou o sexto, em chute rasteiro que tirou tinta da trave.
Com este resultado, o Flamengo completou 8 jogos sem perder para o rival no Brasileiro.
Na entrevista pós-jogo, Neymar mostrou sua admiração por Ronaldinho: "É um gênio, um craque. Ele jogou muito e resolveu o jogo para o Flamengo. Infelizmente, não conseguimos segurar a nossa vantagem". Por sua vez, R10 elogiou o jovem ao seu pai: "Parabéns pelo moleque, ele está f*da".

### Ficha técnica
| 27 de julho de 2011 | Santos                           | 4 – 5                                            | Flamengo                                                        | Estádio Urbano Caldeira (Vila Belmiro), Santos |
| 21:50 (UTC-3)       | Borges 4', 15' · Neymar 25', 50' | Ficha técnica Relatório Vídeo: Melhores momentos | Ronaldinho Gaúcho 28', 67', 81' · Thiago Neves 31' · Deivid 43' | Público: 12 968 Renda: R$ 312.040,00 Árbitro: GO André Luiz de Freitas Castro Assistente1: Márcio Eustáquio Santiago (Fifa-MG) Assistente2: Erich Bandeira (Fifa-PE) |

| Santos | Flamengo |

|                |    |                      |     |     |
|                |    |                      |     |     |
| G              | 1  | Rafael Cabral        |     |     |
| LD             | 21 | Pará                 |     |     |
| Z              | 2  | Edu Dracena          |     |     |
| Z              | 6  | Durval               |     |     |
| LE             | 3  | Léo                  | 52' |     |
| V              | 5  | Arouca               |     |     |
| V              | 7  | Ibson                |     |     |
| M              | 10 | Paulo Henrique Ganso |     |     |
| M              | 8  | Elano                |     | 82' |
| A              | 9  | Borges               |     |     |
| A              | 11 | Neymar               | 90' |     |
| Suplentes:     |    |                      |     |     |
| G              | 24 | Vladimir             |     |     |
| LD             | 30 | Leandro Silva        |     |     |
| Z              | 13 | Bruno Aguiar         |     |     |
| V              | 18 | Rodrigo Possebon     |     |     |
| M              | 17 | Felipe Anderson      |     |     |
| A              | 19 | Diogo                |     |     |
| A              | 20 | Alan Kardec          | 82' |     |
| Treinador:     |    |                      |     |     |
| Muricy Ramalho |    |                      |     |     |

|                      |    |                   |     |     |
|                      |    |                   |     |     |
| G                    | 1  | Felipe            |     |     |
| LD                   | 2  | Léo Moura         |     |     |
| Z                    | 4  | Ronaldo Angelim   |     |     |
| Z                    | 3  | Welinton          | 30' | 46' |
| LE                   | 6  | Júnior César      |     |     |
| V                    | 38 | Luiz Antônio      |     | 55' |
| V                    | 8  | Willians          | 41' |     |
| M                    | 7  | Thiago Neves      | 64' |     |
| M                    | 11 | Renato Abreu      | 74' |     |
| A                    | 9  | Deivid            |     | 84' |
| A                    | 10 | Ronaldinho Gaúcho |     |     |
| Suplentes:           |    |                   |     |     |
| G                    | 27 | Paulo Victor      |     |     |
| Z                    | 13 | Jean              |     | 84' |
| Z                    | 14 | David Braz        |     | 46' |
| LE                   | 21 | Rodrigo Alvim     |     |     |
| M                    | 18 | Darío Bottinelli  | 79' | 55' |
| M                    | 20 | Vander            |     |     |
| A                    | 15 | Diego Maurício    |     |     |
| Treinador:           |    |                   |     |     |
| Vanderlei Luxemburgo |    |                   |     |     |

### Estatísticas
- O jogo foi transmitido em TV aberta pela Globo para o Rio de Janeiro e a maioria dos estados do Norte/Nordeste. Na capital carioca, a média foi de 35 pontos. Número altíssimo para o horário. Acima da média dos jogos anteriores na cidade e também da média do jogo que foi ao ar para São Paulo (São Paulo x Coritiba).[carece de fontes?]

| Santos | Estatística          | Flamengo |
| ------ | -------------------- | -------- |
| 46,12% | Posse de Bola        | 53,88%   |
| 213    | Passes Certos        | 323      |
| 33     | Passes Errados       | 27       |
| 8      | Finalizações Certas  | 10       |
| 5      | Finalizações Erradas | 9        |
| 3      | Escanteios           | 7        |
| 2      | Impedimentos         | 8        |

## Repercussão pós-jogo

### Imprensa nacional
Para Mauro Beting, "faz muito sentido: no Dia do twittaço do Fora Ricardo Teixeira, o melhor jogo do futebol brasileiro em anos: Flamengo 5–4 Santos. Um show de gols, lances, Ronaldinho Gaúcho e Neymar. O Flamengo merecia seis pontos pela vitória sensacional e o Santos mais três por ter perdido e ainda jogado tanto futebol."
Segundo André Baibich, do Goal.com, "este Santos x Flamengo não é para se analisar, fazer projeções, avaliar retrospectos. É apenas para ser aproveitado por si só, como um reluzente jogo isolado, diferente de tudo que vimos no futebol brasileiro nos últimos anos."
Leandro Quesada afirmou: “Partidão não apenas pelos gols mas, principalmente, por conta do nível excelente de futebol que gerou tal placar. Jogo jogado, com boleiros de qualidade e dois técnicos que colocaram os times no ataque".
Mauro Cezar Pereira, que considerou o jogo "raro, raríssimo, por isso tão especial", encerrou postagem em seu blog na ESPN com o seguinte parágrafo: "Sei que um dia eu contarei aos netos que testemunhei Santos 4 x 5 Flamengo na Vila Belmiro. Inesquecível".
Para Gustavo Poli, do GloboEsporte.com, este foi "um jogo para pendurar na parede, emoldurar na galeria mental. Nove gols, uma montanha-russa emotiva, lances que grudaram de imediato na retina, micos, graça, técnica, espetáculo. Se futebol fosse apenas show, poderia ser sempre assim, como esse Santos x Flamengo".

### Repercussão Internacional
A imprensa internacional e inclusive a FIFA destacaram a atuação, mas principalmente, o gol marcado pelo Neymar.
O site da FIFA a classificou como "um duelo para a história do futebol"

### Jogadores
Em novembro de 2023, para o podcast Fora do Jogo, Junior Cesar contou detalhes da partida, como as reações de Ronaldinho: "Quando a gente faz o primeiro gol, o Ronaldinho pegou a bola debaixo do braço e falou: 'Agora é comigo, dá em mim'. Porque eu já sabia que tinha uma paradinha dele com o Neymar (...)";  "Dentro do vestiário, quando acabou o jogo, o Ronaldinho fala assim: 'Vocês esqueceram que eu estava aqui, né? Vocês esqueceram que eu ainda tô aqui'".
Em outubro de 2023, em entrevista para o CharlaPodcast, Thiago Neves também comentou sobre o duelo Ronaldinho-Neymar: "O Neymar jogando para cacete (...). Ele [Ronaldinho] pegava na bola, a torcida [santista] vaiava. E ele tinha acabado de vir da Europa, era o Ronaldinho ainda, não tinha para Neymar, o Neymar estava começando. Eu acho que isso mexeu com o ego dele".

### Destaques pós-jogo
- Esta partida foi considerada a melhor atuação de Ronaldinho Gaúcho com a camisa do Flamengo.[28]
- A cobrança de falta por baixo da barreira foi popularizada após o segundo gol de Ronaldinho nesta partida. Desde então, virou rotineiro as tentativas desse estilo de gol em faltas próximas da grande área e, consequentemente, algum jogador se deitar atrás de seus companheiros para evitá-lo. O pentacampeão já havia o feito sobre o Werder Bremen, na UCL 2006/07.[14][9]
- Em 7 de outubro de 2012, o Esporte Espetacular fez uma matéria sobre este jogo na série "Jogos para Sempre"[29]
- Este jogo foi o primeiro a aparecer na série "Melhores Jogos do Mundo", criada pelo site IG em 2016.[30]
- Em 2020, este jogo foi considerado um dos 20 maiores da história dos Campeonatos Brasileiros pelo jornalista Paulo Vinicius Coelho, sendo o único da era dos pontos corridos.[31]